# Thomas Muster
Thomas Muster (* 2. října 1967) je bývalý profesionální rakouský tenista. 12. února 1996 se stal světovou jedničkou žebříčku ATP. Ve své době byl považován za jednoho z nejlepších hráčů na antukovém povrchu. Naopak na travnatém povrchu se mu nedařilo, ve Wimbledonu nevyhrál ani jeden zápas.
Za svou kariéru zvítězil na 44 turnajích okruhu ATP ve dvouhře, z toho jednom grandslamu – French Open v roce 1995. V roce 1992 se zúčastnil Letních olympijských her v Barceloně. Na olympijských hrách hrál již v roce 1984, kde byl tenis přítomen jen jako ukázkový sport.
16. června 2010 oznámil úmysl vrátit se zpět na okruh. Prvním turnajem, který po návratu odehrál se stal červencový challenger v Braunschweigu. Prohrál v něm v prvním kole, stejně jako na dalších třech challengerech v Kitzbühelu, Comu a Rijece. Až na páté události této série v Ljubljani získal první výhru, která mu zajistila návrat do žebříčku ATP na 988. místo.